# 東京巨蛋城

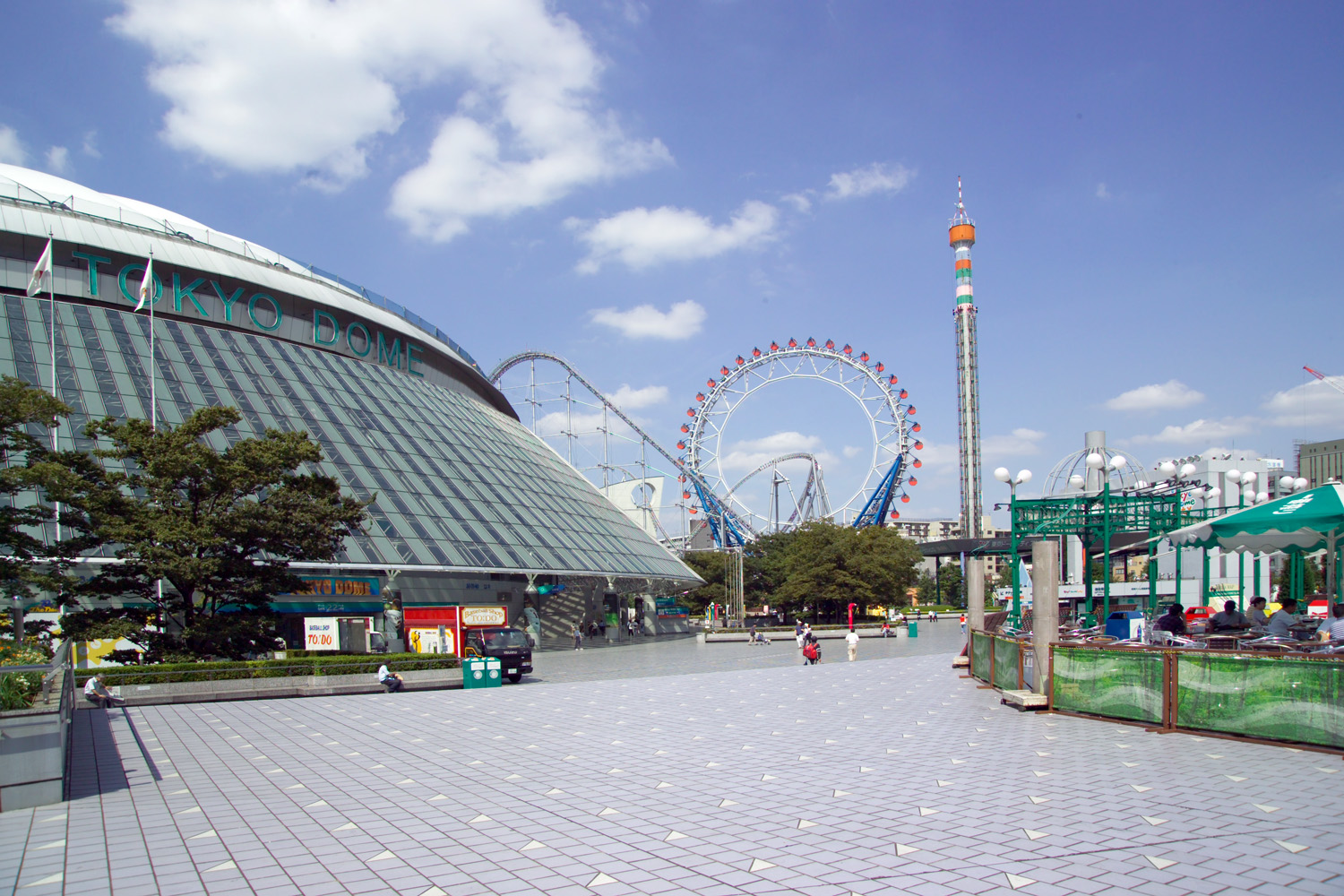
東京巨蛋城内的風景

東京巨蛋城（日语：／、TOKYO DOME CITY），是由東京巨蛋株式會社運營，包含東京巨蛋、東京巨蛋城遊樂園、後樂園會館、LaQua、東京巨蛋飯店等設施所組成的都市型綜合娛樂區。所在地位於東京都文京區後樂。
過去因東京巨蛋的暱稱「BIG EGG」與稱作BIG EGG CITY，2000年1月1日定為現名。

東京巨蛋城舊標誌

2003年，與洗浴設施為中心的商業設施LaQua開幕，成為集「觀賽」、「遊樂」、「放鬆」於一身的都會渡假城。年遊客約3500萬人。
東京巨蛋也是日本特攝超級戰隊系列近十年開始主要的拍攝地。同時也是超級戰隊秀的大本營。

## 設施變遷

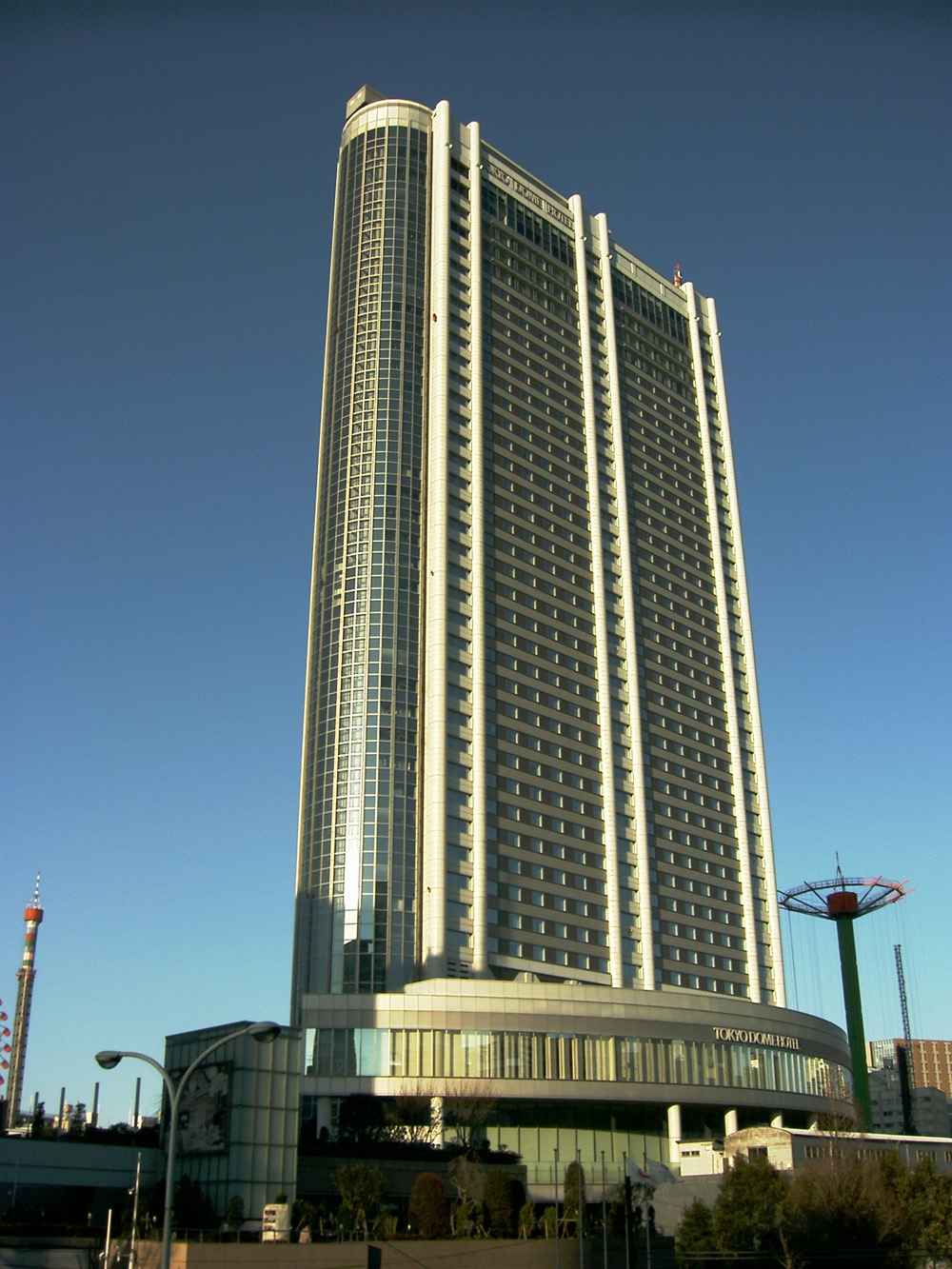
丹下健三設計的東京巨蛋飯店（水道橋側所攝）

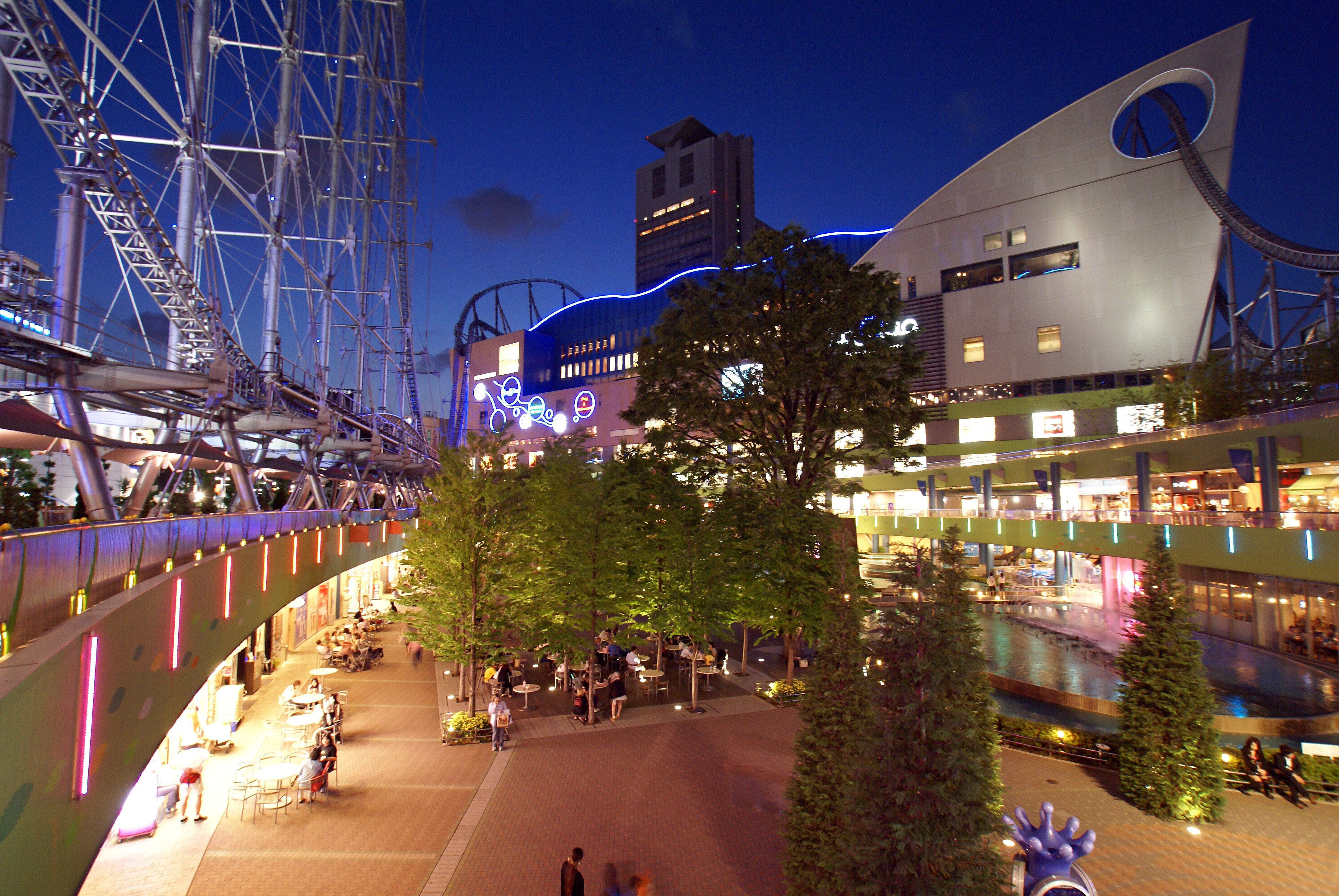
LaQua

- 1937年（昭和12年）9月11日：後樂園球場（日语：後楽園球場）開幕，前身為東京砲兵工廠。
- 1949年（昭和24年）10月31日：開設後樂園競輪場（日语：後楽園競輪場）。
- 1951年（昭和26年）10月1日：開設後樂園冰宮。
- 1954年（昭和29年）12月24日：開設滑輪場。
- 1955年（昭和30年）7月9日：後樂園遊園地開園。
- 1958年（昭和33年）1月8日：後樂園會館前身後楽園體育館開幕。
- 1962年（昭和37年）1月15日：『藍色大樓』開幕。大樓內的後樂園會館、後楽園保齡球中心開幕。
- 1970年（昭和45年）4月1日：後樂園球場完成電子計分板（日本初）、巨型展台。
- 1971年（昭和46年）：英雄秀開始。首先是假面騎士秀。
- 1972年（昭和47年）：後樂園競輪場關閉。
- 1973年（昭和48年）4月20日：『黃色大樓』開幕。開設後樂園場外馬券場。
- 1976年（昭和51年）3月1日：後樂園球場鋪設人工草皮（日本初）。演唱會等活動增加。
- 1985年（昭和60年）5月16日：後樂園競輪場舊址動工改建為東京巨蛋。
- 1987年（昭和62年）11月：後樂園球場關閉拆解。
- 1988年（昭和63年）3月17日：東京巨蛋啟用。
- 1990年（平成2年）12月：舊後樂園球場舊址開設PRISM HALL（プリズムホール）。
- 1992年（平成4年）5月1日：後楽園遊園地地下開設室內遊樂場GEOPOLIS（ジオポリス）。
- 1994年（平成6年）：後楽園冰宮關閉。
- 2000年（平成12年）6月1日：東京巨蛋飯店於後樂園球場舊址開幕。
- 2003年（平成15年）
  - 4月17日：後樂園遊園地免費，更名為東京巨蛋城遊樂園（日语：東京ドームシティアトラクションズ）。
  - 5月1日：巨蛋城北側的商業設施「LaQua（日语：ラクーア）」開幕。
- 2008年（平成20年）3月19日：演唱會等多用途會館「東京巨蛋城會館」內的複合設施「MEETS PORT」開幕。JCB獲得會館命名權，2011年3月31日以前稱「JCB會館」（JCBホール）。
- 2009年（平成21年）4月25日：GEOPOLIS重新開幕。新增3個遊樂設施與室內劇場「THEATRE G-ROSSO（日语：シアター G ロッソ）」。一日遊樂券「RIDE FREE」（ライドフリー）更名為「ONE DAY PASSPORT」（ワンデーパスポート）。任命演員鶴野剛士為東京巨蛋城市長（形象人物）。
- 2010年（平成22年）3月20日：天空劇場（スカイシアター）舊址開設家庭向的遊樂場「SPLASH GARDEN」（スプラッシュガーデン）。
- 2011年（平成23年）
  - 1月31日：因「SPINNING COASTER舞姬（日语：スピニングコースター舞姫）」發生死亡意外，東京巨蛋城遊樂園全面關閉。
  - 6月1日：東京巨蛋城遊樂園重新營業（部分遊樂設施長期關閉）。
  - 8月19日：PARACHUTE LAND（パラシュートランド）重新開幕。玩具王國（おもちゃ王国）舊址開設兒童室內設施「ASOBono!」（アソボ〜ノ）。美食廣場「GO-FUN」（ゴファン）開幕。
  - 10月14日：TOWER LAND（タワーランド）部分重新開幕。
  - 11月15日：SEGA（日语：セガ エンタテインメント）東京巨蛋城開幕。
- 2012年（平成24年）3月16日：TOWER LAND舊址開設「VIKING ZONE」（バイキングゾーン）。
- 2013年（平成25年）8月31日：東京巨蛋三溫暖（サウナ東京ドーム）關閉。
- 2014年（平成26年）7月1日：『藍色大樓』改稱『後樂園會館大樓』[2]。

## 主要設施一覽
- 東京巨蛋
  - 野球殿堂博物館
- 東京巨蛋城遊樂園（日语：東京ドームシティアトラクションズ）
  - THEATRE G-ROSSO（日语：シアター G ロッソ）
- LaQua（日语：ラクーア）（購物商場、一日洗浴設施「Spa LaQua」（スパ・ラクーア）、東京巨蛋城遊樂園一部分）
- ASOBono!（アソボ〜ノ）
- GO-FUN（ゴファン）
- MEETS PORT
  - TOKYO DOME CITY HALL
- PRISM HALL
- 東京巨蛋飯店
- 後樂園會館（日语：後楽園ホール）大樓
  - 後樂園會館
- 黃色大樓
  - WINS後樂園（日语：ウインズ後楽園）（中央競馬場外馬券發售所）
  - offt後樂園（日语：offt後楽園）（大井競馬場場外馬券發售所）
  - 東京巨蛋保齡球中心
  - 東京巨蛋滑輪場 - 2011年12月22日開幕
  - TeNQ（テンキュー） - 2014年7月8日開幕
- JUMP SHOP（日语：ジャンプショップ）
- 福祿壽/小石川七福神（日语：小石川七福神）

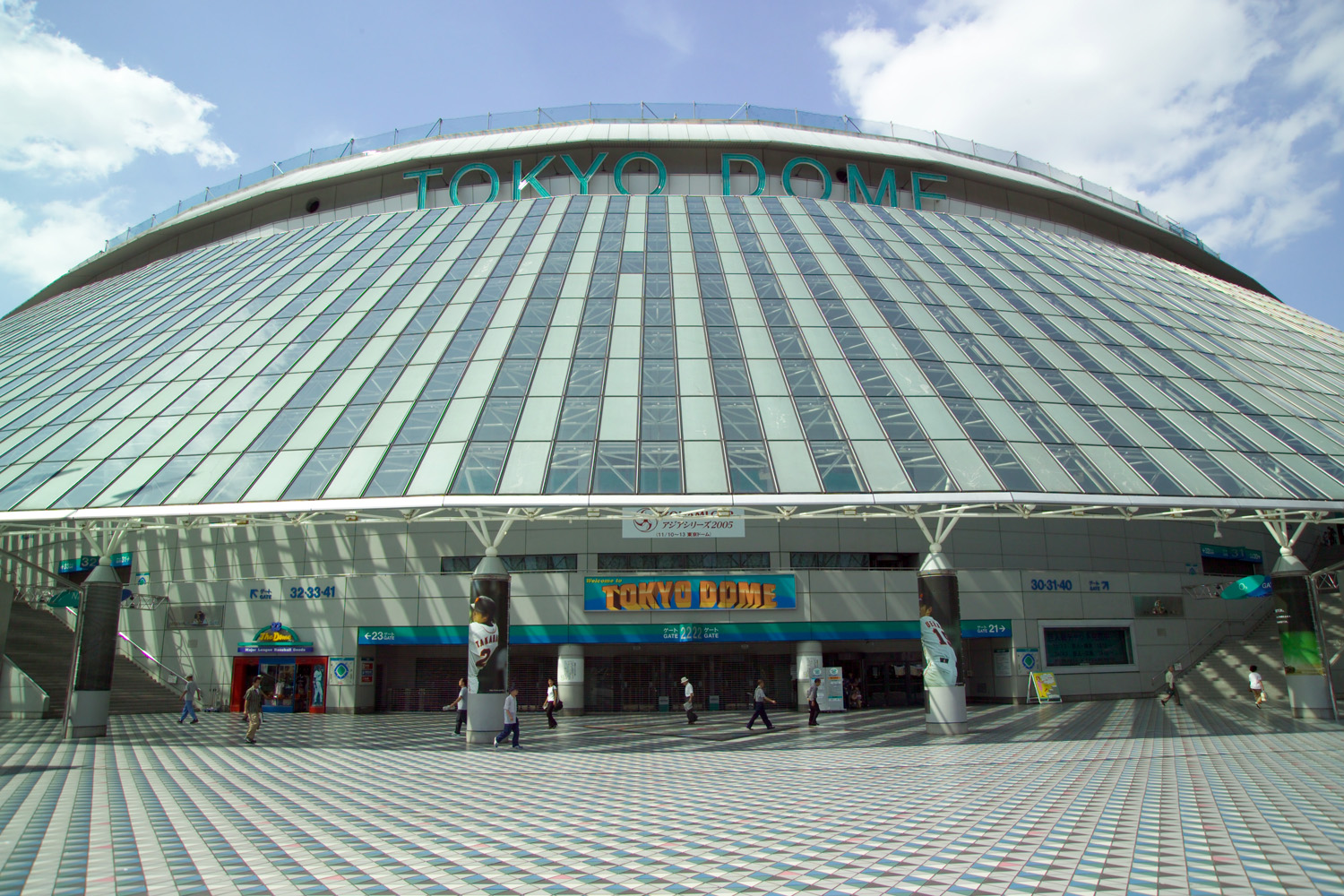
東京巨蛋
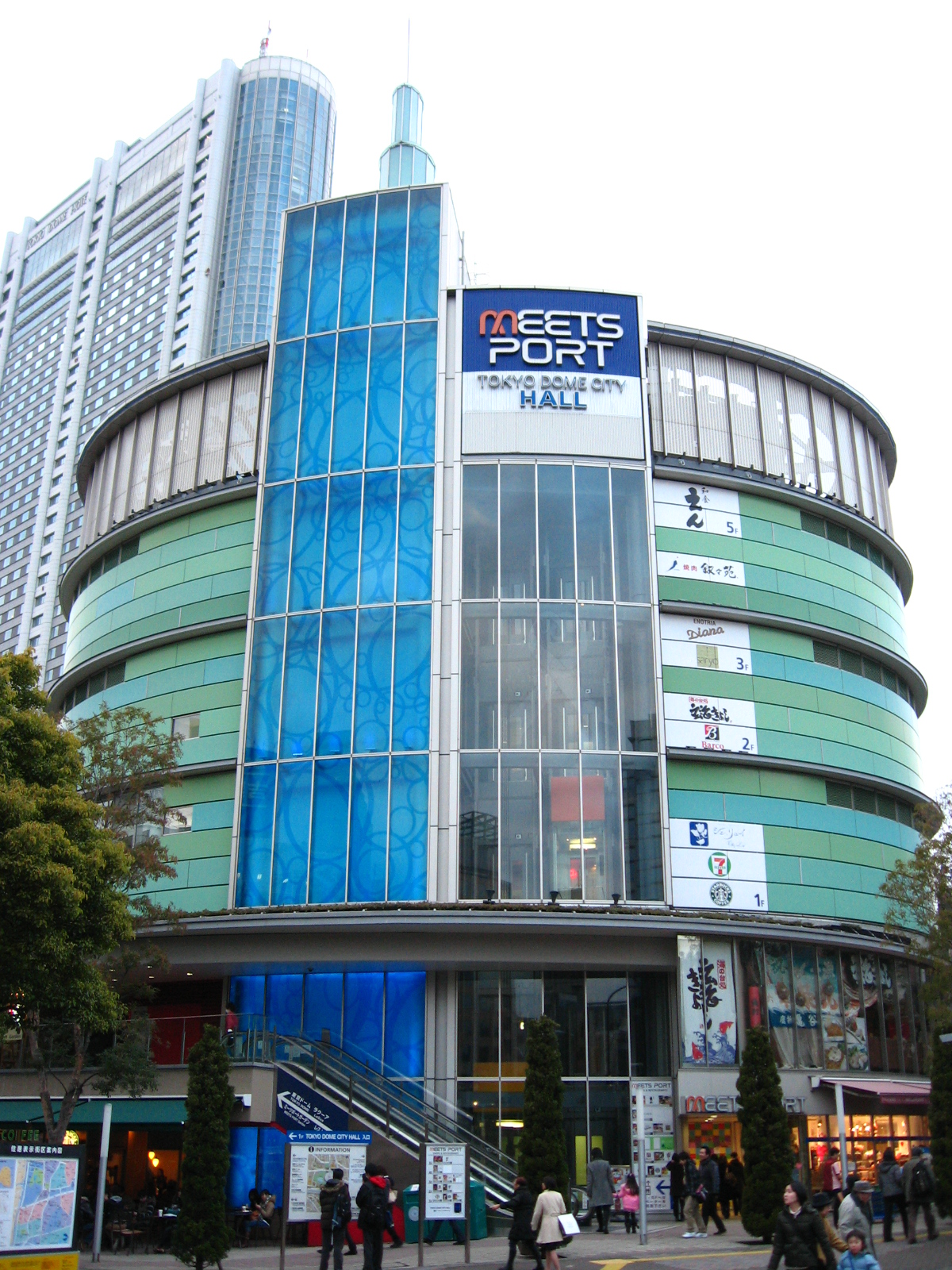
MEETS PORT
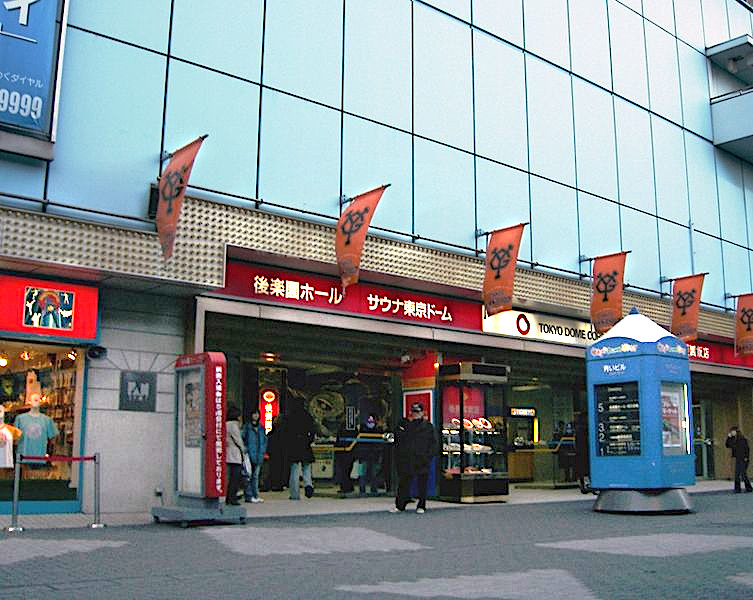
後樂園會館

## 最近的大眾運輸車站
- 水道橋站
  -  中央・總武緩行線
  -  都營地下鐵三田線
- 春日站
  -  都營地下鐵大江戶線
  -  都營地下鐵三田線
- 後樂園站
  -  東京地下鐵丸之內線
  -  東京地下鐵南北線

## 路線巴士
- 東京巨蛋城
  - 都營巴士（都02乙） 池袋站東口、一橋方向（往一橋僅平日、週六早晨）
  - 都營巴士（都02） 大塚站方向（僅平日早晨）
  - 日立自動車交通（日语：日立自動車交通）（文京區・Bーぐる） 駒込站、千駄木站方向
- 東京巨蛋飯店
  - 東京空港交通（利木津巴士） 羽田機場、成田機場
  - 日本中央巴士（日语：日本中央バス）（高速巴士） 高崎市、前橋市方向
  - 富士快線（日语：フジエクスプレス）、岩手縣北自動車（日语：岩手県北自動車）（夜行高速巴士「岩手絆號（日语：岩手きずな号）」）盛岡市、宮古市方向
  - 富士急山梨巴士（日语：富士急山梨バス）、富士急行觀光（高速巴士） 富士急高原樂園、富士山站、河口湖站方向
  - 日立自動車交通（文京區・Bーぐる） 駒込站、千駄木站方向
- LaQua
  - 日立自動車交通（文京區・Bーぐる） 駒込站、千駄木站方向

## 外部連結
- 東京巨蛋城 （页面存档备份，存于）
- 株式會社東京巨蛋 （页面存档备份，存于）